# Église Saint-Martin-du-Pré de Donzy
L'église Saint-Martin-du-Pré est une église catholique située sur la commune de Donzy, dans le département de la Nièvre, en France.

## Historique
Saint-Martin-du-Pré est une ancienne paroisse, réunie par arrêté du département de la Nièvre à celle de Donzy le 12 septembre 1793. Le curé en titre, René Badoinot, est alors dessaisi de sa charge. Refusant de prêter serment à la Constitution, il est emprisonné à Nevers puis déporté à Brest, où il meurt en juin 1794. 
En 1984, l'édifice est classé au titre des monuments historiques.